# Store Skagastølstind
Store Skagastølstind (també conegut com a Støren) és el tercer pic més alt de Noruega. Està situat a la frontera entre els municipis de Luster i Årdal, al comtat de Vestland, Noruega. La muntanya s'eleva a 2.405 metres i la més elevada de la serralada d'Hurrungane. Les muntanyes Vetle Skagastølstind i Midtre Skagastølstind es troben al nord d'aquesta muntanya i les muntanyes Sentraltind i Jervvasstind es troben a l'est.